# اوئم
شهر اوئم (به فرانسوی: Waimes) در شهرستان ورویه در استان لیئژ در منطقه فدرال والوون در کشور بلژیک واقع شده‌است.